# العلاقات البوتانية الكندية
العلاقات البوتانية الكندية هي العلاقات الثنائية التي تجمع بين بوتان وكندا.

## مقارنة بين البلدين
هذه مقارنة عامة ومرجعية للدولتين:
| وجه المقارنة                                              | بوتان          | كندا                     |
| --------------------------------------------------------- | -------------- | ------------------------ |
| المساحة (كم2)                                             | 38.39 ألف      | 9.98 مليون               |
| عدد السكان (نسمة)                                         | 807.61 ألف     | 35.70 مليون              |
| الكثافة السكانية (ن./كم²)                                 | 21.04          | 3.58                     |
| العاصمة                                                   | تيمفو          | أوتاوا                   |
| اللغة الرسمية                                             | لغة دزونكا     | لغة إنجليزية، لغة فرنسية |
| العملة                                                    | نغولترم بوتاني | دولار كندي               |
| الناتج المحلي الإجمالي (بليون دولار)                      | 2.51 مليار     | 1.65 تريليون             |
| الناتج المحلي الإجمالي (تعادل القوة الشرائية) بليون دولار | 6.49 مليار     | 1.59 تريليون             |
| الناتج المحلي الإجمالي الاسمي للفرد دولار أمريكي          | 2.66 ألف       | 43.25 ألف                |
| الناتج المحلي الإجمالي للفرد دولار أمريكي                 | 7.82 ألف       | 45.07 ألف                |
| مؤشر التنمية البشرية                                      | 0.605          | 0.913                    |
| رمز المكالمات الدولي                                      | +975           | +1                       |
| رمز الإنترنت                                              | .bt            | .ca                      |
| المنطقة الزمنية                                           | ت ع م+06:00    |                          |

## منظمات دولية مشتركة
يشترك البلدان في عضوية مجموعة من المنظمات الدولية، منها:
| علم المنظمة | اسم المنظمة                        | تاريخ انضمام بوتان | تاريخ انضمام كندا |
| ----------- | ---------------------------------- | ------------------ | ----------------- |
|             | مؤسسة التنمية الدولية              | 28 سبتمبر 1981     | 24 سبتمبر 1960    |
|             | مؤسسة التمويل الدولية              | 1 ديسمبر 2003      | 20 يوليو 1956     |
|             | منظمة حظر الأسلحة الكيميائية       | ?                  | ?                 |
|             | الأمم المتحدة                      | 21 سبتمبر 1971     | 9 نوفمبر 1945     |
|             | الاتحاد الدولي للاتصالات           | 15 سبتمبر 1988     | 1 يوليو 1908      |
|             | منظمة الشرطة الجنائية الدولية      | ?                  | ?                 |
|             | البنك الدولي للإنشاء والتعمير      | 28 سبتمبر 1981     | 27 ديسمبر 1945    |
|             | الاتحاد البريدي العالمي            | ?                  | ?                 |
|             | وكالة ضمان الاستثمار متعدد الأطراف | 21 أكتوبر 2014     | 12 أبريل 1988     |
|             | بنك التنمية الآسيوي                | 1982               | 1966              |
|             | يونسكو                             | 13 أبريل 1982      | 4 نوفمبر 1946     |

## وصلات خارجية
- موقع وزارة الخارجية البوتانية
- موقع وزارة الخارجية الكندية